# Abludomelita sexstachya
Abludomelita sexstachya är en kräftdjursart. Abludomelita sexstachya ingår i släktet Abludomelita och familjen Melitidae. Inga underarter finns listade i Catalogue of Life.